# إدوارد هاي
إدوارد هاي هو سياسي كندي، ولد في 11 مارس 1840 في بورتاج لابريري في كندا، وتوفي في 25 نوفمبر 1918.